# 澳洲蕈蟲科
澳洲蕈蟲科（Boganiidae）為鞘翅目多食亞目下的一科。截至2017年10月，該科僅知有6屬15個現生物種，分布於澳洲、新喀里多尼亞和南非。

## 形態描述
該科成員的大顎基部擁有剛毛窩，目前這些毛窩的功能尚未明瞭，推測可能有著貯菌器的功能，可攜帶孢子或微生物至適合居住的新棲地進行拓殖。

## 生物學
本科分布於澳洲及南非的部分成員會取食蘇鐵花粉並在雄毬果發育，且此兩相距甚遠的遠親所取食的蘇鐵種類親緣相當接近。因此昆蟲學家進一步推論澳洲蕈蟲與蘇鐵間交互關係，可能早於中生代岡瓦那大陸尚未分裂之時。

## 古生物學
2017年，中國廣州中山大學、澳洲聯邦科學與工業研究組織（CSIRO）和北京首都師範大學的跨國團隊，於內蒙古道虎溝化石層生物群發現了澳洲蕈蟲科的物種，描述並命名為侏儸古澳洲蕈蟲（Palaeoboganium jurassicum），為已知澳洲蕈蟲科年代最早的化石紀錄。證實該科早在中生代就已經存在，且分布地域比現今所知廣闊。根據親緣譜系分析，侏儸古澳洲蕈蟲與為蘇鐵花粉授粉的似扁蟲屬（Paracucujus）親緣關係上相當接近，輔助佐證侏儸古澳洲蕈蟲很有可能就是當時蘇鐵類植物的授粉昆蟲。

## 成員物種
本科目前已知現生共有6屬15種：
- 澳洲蕈蟲亞科 Boganiinae
  - Afroboganium Endrödy-Younga & Crowson, 1986
    - Afroboganium elmeae
    - Afroboganium major Endrödy-Younga, 1986（納米比亞）
    - Afroboganium namibense Endrödy-Younga, 1986（納米比亞）
    - Afroboganium proprium
    - Afroboganium transvaalense

  - Boganium Sen Gupta & Crowson, 1966
    - Boganium armstrongi Sen Gupta & Crowson, 1966（澳大利亞）
    - Boganium malleense
    - Boganium medioflavum
- 擬扁蟲亞科 Paracucujinae
  - 擬扁蟲群 Paracucujini
    - Metacucujus Endrödy-Younga & Crowson, 1986
      - Metacucujus encephalarti（南非）
      - Metacucujus goodei
      - Metacucujus transvenosi

    - 擬扁蟲屬 Paracucujus Sen Gupta & Crowson, 1966
      - Paracucujus rostratus Sen Gupta & Crowson, 1966（澳大利亞）

  - Athertonini：僅有一種
    - Athertonium Crowson, 1990
      - Athertonium parvum Crowson, 1990（澳大利亞）
      - Athertonium williamsi

  - Dzumacium
    - Dzumacium caledonicum